# Tom Helmore
Thomas Percy Helmore (* 4. Januar 1904 in London, England; † 12. September 1995 in Longboat Key, Florida) war ein britisch-amerikanischer Schauspieler.

## Leben
Helmore arbeitete als Lehrling in der Buchhaltungsfirma seines Vaters, während er nebenher beim britischen Film als Statist aufzutreten begann. Einen seiner ersten Filmauftritte hatte er 1927 in Alfred Hitchcocks Stummfilm Der Weltmeister. Schließlich entschied er sich hauptberuflich für die Schauspielerei und trat häufig an Londoner Bühnen auf, ehe er 1939 seinen ersten Auftritt am Broadway in New York hatte. Im Zweiten Weltkrieg diente er bei der Royal Air Force. Nach seinem Kriegsdienst kehrte er in die USA zurück und trat wieder am Broadway auf, das Musical The Day Before Spring ebnete Helmore 1945 den Weg nach Hollywood. Später war er in der Originalproduktion des Musicals My Fair Lady die Zweitbesetzung des Hauptdarstellers Rex Harrison und ersetzte diesen für einige Zeit.
In amerikanischen Filmen der Nachkriegszeit verkörperte der braunhaarige, elegant wirkende Brite von mittlerer Größe meist Männer reicher und nobler Herkunft, denen es am Ende jedoch nicht gelingt, die Frauen zu erobern. So verliert er beispielsweise Lauren Bacall an den Hauptdarsteller Gregory Peck in Warum hab’ ich ja gesagt? (1957). Während er sowohl auf der Bühne als auch im Film besonders oft an Komödien mitwirkte, spielte er seine bekannteste Filmrolle im Thrillergenre: Als freundlich erscheinender, aber insgeheim einen Mord durchführender Geschäftsmann Gavin Elster in Vertigo – Aus dem Reich der Toten. Er war laut Hitchcock die erste Wahl für diese Rolle; nach den in Großbritannien gedrehten Der Weltmeister und Geheimagent war es Helmores dritter Hitchcock-Film. Außerdem trat er von den 1950ern bis zum Jahr 1972 in diversen Fernsehserien auf, darunter Alfred Hitchcock Presents und Dr. Kildare.
Mit seiner ersten Frau Evelan Hope war er von 1931 bis 1945 verheiratet. Ein Jahr später heiratete sie Horrorstar Boris Karloff, mit dem Helmore auch danach noch befreundet war. Mit seiner zweiten Frau Mary Drayton war er von 1945 bis zu ihrem Tod 1994 verheiratet. Drayton und Helmore hatten ein Kind. Tom Helmore starb mit 91 Jahren in Longboat Key in Florida.

## Filmografie (Auswahl)
- 1927: Der Weltmeister (The Ring)
- 1934: Virginia’s Husband
- 1936: Geheimagent (Secret Agent)
- 1938: Paid in Error
- 1948: Drei kleine Biester (Three Daring Daughters)
- 1949: Sumpf des Verbrechens (Scene of the Crime)
- 1950: Drohende Schatten (Shadow on the Wall)
- 1953: Ärger auf der ganzen Linie (Trouble Along the Way)
- 1953: Diese Frau vergißt man nicht (Let’s Do It Again)
- 1955: Die zarte Falle (The Tender Trap)
- 1957: Kein Platz für feine Damen (This Could Be the Night)
- 1957: Warum hab’ ich ja gesagt? (Designing Woman)
- 1958: Vertigo – Aus dem Reich der Toten (Vertigo)
- 1958: Alfred Hitchcock Presents  (Fernsehserie, zwei Folgen)
- 1959: Französische Betten (Count Your Blessings)
- 1959: Das tödliche Netz (The Man in the Net)
- 1960: Die Zeitmaschine (The Time Machine)
- 1962: Sturm über Washington (Advise & Consent)
- 1964: Neues Abenteuer mit Flipper (Flippers New Adventure)
- 1964: Dr. Kildare (Fernsehserie, eine Folge)
- 1971: Marcus Welby, M.D. (Fernsehserie, eine Folge)
- 1972: Night Gallery (Fernsehserie, eine Folge)